# Antheraea semperi
Antheraea semperi är en fjärilsart som beskrevs av Felder 1861. Antheraea semperi ingår i släktet Antheraea och familjen påfågelsspinnare. Inga underarter finns listade i Catalogue of Life.